# Indimenticabile/Mi presti la tua ragazza
Indimenticabile/Mi presti la tua ragazza è un singolo del cantautore Gianni Davoli pubblicato nel 1972.

## Descrizione
Il disco contiene due canzoni entrambe scritte e composte da Gianni Davoli. Entrambe le tracce sono incluse nell'album Indimenticabile pubblicato sempre nel 1972. La prima traccia intitolata Indimenticabile è una delle canzoni di maggiore successo del cantautore romano.

## Tracce
Testi e musiche di G. Davoli.
1. Indimenticabile – 4:08
2. Mi presti la tua ragazza – 3:02